# 布里留法工艺学校旧址
布里留法工艺学校旧址位于中国河北省高阳县布里村，1982年7月23日以布里村留法勤工俭学工艺学校旧址为名登录为第二批河北省文物保护单位，2006年5月25日入选第六批全国重点文物保护单位。
布里村留法勤工俭学工艺学校成立于1917年，是中国第一家留法工艺学校，培养的学生超过两百人。